# Трансформеры: Новая искра
«Трансформеры: Новая искра» (англ. Transformers: EarthSpark) — американский, анимационный телесериал, основанный на Трансформеры от Hasbro и Такары Томи и разработанный Дэйлом Малиновски, Антом Уордом и Николь Дубук для потокового сервиса Paramount+ и канала Nickelodeon, премьера которого состоялась 11 ноября 2022 года. В России сериал официально не транслировался по ТВ и был показан На Ютуб-канале

## Сюжет
Спустя много лет после окончания гражданской войны между автоботами и десептиконами семья Мальто переезжает из Филадельфии в небольшой город Уитвики, штат Пенсильвания. Там молодые Робби и Мо Мальто становятся свидетелями рождения новой породы земных трансформеров, называемых Террансами, которые эмоционально привязываются к ним через специальные кибер-перчатки на руках. Террансы, принятые в семью и находящиеся под опекой Бамблби, работают с детьми, чтобы защитить их новую жизнь и найти свое место в мире.

## Производство
В начале 2021 года Hasbro анонсировала два мультсериала по мотивам бренда Трансформеры. Первым был сериал, основанный на линейке "БотБоты" для Netflix, а другим был сериал без названия, который выйдет в эфир на Nickelodeon в 2022 году. Официальное название сериала «Трансформеры: Новая искра» было обнародовано в феврале 2022 года, а выпуск был назначен на осень того же года. 1 февраля 2023 года сериал получил ещё 7 серий. 28 июля 2023 года, вышли остальные серии первого сезона.

## Персонажи
Сидней Микайла в роли Робби Мальто - 13-летний мальчик, приспосабливающийся к своей новой жизни после того, как ему пришлось переехать в маленький городок.
Зион Броднакс в роли Морган-Вайолет-Мо Мальто - оптимистичной 9-летней сестры Робби.
Кэтрин Хавари в роли Твитч Мальто - аналитического и конкурентоспособного Терранс-трансформера и партнера Робби. Она превращается в летающего дрона.
Зено Робинсон в роли Трэша Мальто - веселого и импульсивного Терранс-трансформера и партнера Мо. Он трансформируется в мотоцикл с коляской.
Дэнни Пуди в роли Бамблби - разведчика-автобота, который становится наставником Террансов. Он трансформируется в спортивную машину.
Бенни Лэтэм в роли Дороти «Дот» Мальто - матери Робби и Мо, смотрителя парка и бывшего солдата.
Джон Джон Брионес в роли доктора Алекса Мальто - отца Робби и Мо, профессора колледжа со степенью доктора философии. в Кибертронской истории.
Алан Тьюдик в роли Оптимуса Прайма — лидера Автоботов. Он трансформируется в полуприцеп.
Рори Макканн в роли Мегатрона - бывшего лидера Десептиконов, который отказался от своих злых путей. Он трансформируется в бронированный конвертоплан.
Сисси Джонс  в роли Элиты-1 - заместителя командира Автоботов. Она трансформируется во внедорожник повышенной проходимости.
Дидрих Бадер в роли Человека-робота - ученый и робототехник, стремящийся уничтожить всех Кибертронцев. Его настоящее имя - доктор Меридиан, но Трэш дал ему прозвище «Человек робот» против его воли. Человек-робот потерял свою первоначальную правую руку во время Кибертронской войны, а позже сделал протез из правой руки Хардтопа.

## Список серий
| № | Название                 | Автор(ы) сценария                       | Режиссёр(ы) | Показ на (Paramount+) | Показ на (Nickelodeon) | Произв. код |
| --- | ------------------------ | --------------------------------------- | --- | --------------------- | ---------------------- | ----------- |
| 12 | «Тайное наследие»        | Николь Дубук и Дэйл Малиновски          | Аарон Брюэр, Алекс Ньергес, Карл Питерсон, Натан Джонс, Марвин Мадрид Родригес и Сол Чой, Алекс Кван и Джордан Розато             | 11 ноября 2022        | 11 ноября 2022         | 101-102     |
| Робби сложно принять переезд семьи из большого города в провинциальный городок Уитвики, но он вместе с сестрой Мо находит первых трансформеров, родившихся на Земле. |                          |                                         | |                       |                        |             |
| 3 | «Рогатый переезд»        | Изабель Галупо                          | Индия Свифт, Мэг Ллойд, Майло Гулд и Вероника Лью                                                                                 | 11 ноября 2022        | 10 февраля 2023        | 103         |
| Семья Мальто пытается привыкнуть к новым детям-ботам, а Бамблби понимает, что его задача, тренировать юных террансов, будет вовсе не такой простой, как ему казалось. |                          |                                         | |                       |                        |             |
| 4 | «Домашние правила»       | Ян Буш                                  | Карл Питерсон, Марвин Мадрид Родригес и Сол Чой, Джордан Розато                                                                   | 11 ноября 2022        | 10 февраля 2023        | 104         |
| Траша угнетают семейные правила, и он убеждает Мо расширить их границы. Десептиконам нужна их помощь, и Траш с Мо обнаруживают, что приходится играть по очень опасным правилам. |                          |                                         | |                       |                        |             |
| 5 | «Засекречено»            | Натан Рамос-Парк                        | Аарон Брюэр и Натан Джонс, Алекс Кван                                                                                             | 11 ноября 2022        | 17 февраля 2023        | 105         |
| Агент Призрака Шлодер преследует Твич, ошибочно приняв ее за десептикона. А тем временем Дот попадает в обучающую программу Призрака и понимает, что намерения ее работодателя совсем не очевидны... |                          |                                         | |                       |                        |             |
| 6 | «Традиции»               | Масаи Синглтон                          | Карл Питерсон, Марвин Мадрид Родригес, Сол Чой и Стефани Ресслер, Джордан Розато и Мэтью Хамфрис                                  | 11 ноября 2022        | 17 февраля 2023        | 106         |
| Робби уклоняется от традиционной охоты на волшебное чудище с Алексом, тот делится семейной историей с Бамблби, а Твич желает найти собственную традицию, но находит себе второго папу, Уилджека. |                          |                                         | |                       |                        |             |
| 7 | «Семья и друзья»         | Брайан Холфельд                         | Дэвид Максимо, Кевин Рид, Майло Гулд, Стефани Ресслер, Вероника Лю и Чжепин Сюй                                                   | 11 ноября 2022        | 24 февраля 2023        | 107         |
| Террансы ведут себя очень странно, и вероятно, это из-за того, что Мо и Робби впервые идут в новую школу. Или возможно, дело обстоит куда хуже... |                          |                                         | |                       |                        |             |
| 8 | «Приманки»               | Изабель Галупо                          | Аарон Брюэр, Алекс Ньергес, Майкл Нанна, Натан Джонс и Рэйчел Бюхелер, Алекс Кван                                                 | 11 ноября 2022        | 24 февраля 2023        | 108         |
| Во время поимки трех музыкально настроенных ботов, Кассетников, Мегатрон и Оптимус обнаруживают между собой разногласия насчет обращения Призрака с десептиконами. |                          |                                         | |                       |                        |             |
| 910 | «Эпоха эволюции»         | Николь Дюбюк и Дейл Малиновски          | Анисса Эспиноса, Индия Свифт, Кевин Молина-Ортис, Мег Ллойд, Майло Гулд и Вероника Лью                                            | 11 ноября 2022        | 3 марта 2023           | 109-110     |
| TBA |                          |                                         | |                       |                        |             |
| 11 | «Хэштэг - Ой»            | Бернард Бадион                          | Кэлвин Ли, Марвин Мадрид Родригес, Байрон Пеньяранда, Карл Питерсон, Сэм Сисмански, Мэтью Хамфриз                                 | 3 марта 2023          | TBA                    | 111         |
| Твич помогает Хэштэг выбрать свой собственный альт-режим, и в результате безумной гонки они вместе попадают в штаб призрака, а Бамблби должен помочь им скрыться. |                          |                                         | |                       |                        |             |
| 12 | «Монтаж»                 | Масаи Синглтон                          | Аарон Брюер, Натан Джонс, Алекс Ньергес, Александрия Кван                                                                         | 3 марта 2023          | TBA                    | 112         |
| Джобрейкеру интересно, как вообще выбирают альт-режим. Он берет интервью у всех, у кого может, чтобы выяснить их мнение. Но когда в процесс включается Хэштэг, все идет наперекосяк. |                          |                                         | |                       |                        |             |
| 13 | «Утраченное звено»       | Мэй Кэтт                                | Рэйчел Бьючелер, Марвин Мадрид Родригес, Карл Питерсон, Стефани Ресслер, Сэмюэл Сисмански, Мэтью Хамфриз                          | 3 марта 2023          | TBA                    | 113         |
| Найтшейд удаляется от всей семьи Мальто и находит новые знакомства в самых удивительных местах. |                          |                                         | |                       |                        |             |
| 14 | «Протоколы безопасности» | Лорин Уильямс                           | Джулия Брэйд, Джулс Бриджерс, Майло Гулд, Карен Го, Вероника Лю, Кевин Молина-Ортис, Ифесиначи Орджиекве, Нас Паша                | 3 марта 2023          | TBA                    | 114         |
| Прошлое Бамблби и его страсть к гонкам раскрыты, и Спецагент Шлодер берет след. |                          |                                         | |                       |                        |             |
| 15 | «Медвежья услуга»        | Изабель Галупо                          | Аарон Брюер, Натан Джонс, Алекс Ньергес, Алекс Кван                                                                               | 3 марта 2023          | TBA                    | 115         |
| День Матери летит кувырком, когда семья Мальто обнаруживает токсическую угрозу для Матери-Земли. |                          |                                         | |                       |                        |             |
| 16 | «Поле Битвы»             | Грег Джонсон                            | Мэтью Ким, Марвин Мадрид Родригес, Карл Питерсон, Стефани Ресслер, Мэтью Хамфриз                                                  | 3 марта 2023          | 9 сентября 2023        | 116         |
| Мегатрон приводит Робби, Мо и террансов в Парк Памяти, где были написаны имена тех, кто погиб на войне. В надежде, Мегатрон надеялся, что в будущем террасы не повторят их ошибок. Злой враг Мегатрона - Шоквейв, пытается отомстить ему за всё, что происходило на войне.                                                                   |                          |                                         | |                       |                        |             |
| 1718 | «Дом»                    | Мэй Кэтт, Николь Дюбук, Дейл Малиновски | Аарон Брюер, Майло Гулд, Натан Джонс, Вероника Лью, Кевин Молина-Ортис, Алекс Ньергес и Индия Свифт, Алекс Кван, Себастьян Монтес | 3 марта 2023          | 10-16 сентября 2023    | 117-118     |
| 19 | «Дино эволюция»          | Изабелл Галупо                          | Мэттью Хумфрейс | 28 июля 2023          | 17 сентября 2023       | 119         |
| Теперь, когда Гримлок вернулся на сторону автоботов, Джобрекер хочет научиться сражаться с диноботом, но его вопросы и комментарии в конечном итоге вызывают неприятные воспоминания о потасовках ботов. |                          |                                         | |                       |                        |             |
| 20 | «Обезоруженный»          | Изабелл Галупо                          | Масаи Синглтон | 28 июля 2023          | 23 сентября 2023       | 120         |
| Автоботы и Мальто стремятся расширить возможности Кибер-перчаток после того, как Свиндл был задержан в своей последней попытке вытащить Хардтопа из заточения. Когда Человек-робот начинает подслушивать, группа обнаруживает, что их тренировки превратились в борьбу за выживание.                                                         |                          |                                         | |                       |                        |             |
| 21 | «Обитатель Недр»         | Себастьян Монтес и Алекс Кван           | Мэй Кэтт | 28 июля 2023          | 24 сентября 2023       | 121         |
| Из-за череды совпадений Робби, Мо и Террансы оказываются в ловушке под землей вместе с Сикерами, хотя Старскрима постоянно раздражает их позитивное отношение к Мегатрону в то время, когда он, Скайварп, Нова Шторм и Саундвейв планируют свой побег. Это приводит к встрече с существом, пожирающим энергон в космосе, по имени Обитатель. |                          |                                         | |                       |                        |             |
| 22 | «Самое время»            | Изабелл Галупо                          | Джей Джей Конвей | 28 июля 2023          | 30 сентября 2023       | 122         |
| Ухудшение состояния Робби заставляет Мо беспокоиться за его здоровье, но обладание Слитком жизни Человеком-роботом в конечном итоге ставит всю семью под угрозу. |                          |                                         | |                       |                        |             |
| 23 | «Прятки в тайнике»       | Гэвин Хигнайт                           | Мэттью Хумфрейс | 28 июля 2023          | 01 октября 2023        | 123         |
| Террансы оказывают Бамблби секретную помощь, когда он проникает в штаб-квартиру П.Р.И.З.Р.А.К., но все обнаруживают, что организация творит тёмные делишки. |                          |                                         | |                       |                        |             |
| 24 | «Битва за Уитвики»       | Себастьян Монтес и Алекс Кван           | Мэй Кэтт | 28 июля 2023          | 07 октября 2023        | 124         |
| Истинное лицо агента Крофт раскрывается после провальной миссии Бамблби, и каждый Кибертронец быстро приходит на помощь, когда она нападает на ферму семьи Мальто. |                          |                                         | |                       |                        |             |
| 2526 | «Последняя Надежда»      | Мэтью Хамфри, Джей Джей Конвей          | Дейл Малиновски | 28 июля 2023          | 08-14 октября 2023     | 125-126     |
| Мальто и Террансы начинают битву всей своей жизни, чтобы спасти свою семью, когда Человек-робот начинает свой последний план по уничтожению всех Кибертронцев. |                          |                                         | |                       |                        |             |